# تولنیو
تولنیو (به ایتالیایی: Tollegno) یک کومونه در ایتالیا است که در استان بیه‌لا واقع شده‌است. تولنیو ۳٫۴ کیلومتر مربع مساحت و ۲٬۶۷۸ نفر جمعیت دارد و ۴۹۵ متر بالاتر از سطح دریا واقع شده‌است.